# Orthotrichum phyllanthum
Orthotrichum phyllanthum là một loài rêu trong họ Orthotrichaceae. Loài này được (Brid.) Steud. mô tả khoa học đầu tiên năm 1824.